# Chicken
Chicken er en novelle skrevet af Hanne Vibeke-Holst i 1987[kilde mangler], men den blev først udgivet i en novellesamling i 1993. Chicken handler om en ung piges liv på 16 år i en svær verden.

## Handling
Hun fortæller om hvordan hendes forældre har været og hvor meget hun har ændret sig. Før i tiden var hun en sød, kærlig pige som gjorde alle de gode ting, men eftertiden har hun ændret sig til en person som er ligeglad med alt og alle. Hun bliver overset både der hjemme og i skolen, indtil hun møder fyren Johnny/Rex, han er den dreng som "bestemmer på skolen. Da rex var mindre blev ham og hans mor banket af hans far, men eftersom han er blevet så stor, har han lært at slå igen. Hun udfordrer Rex, så de kan finde ud af hvem der burde bestemme. Deres aftale er, de skal mødes nede ved bodegaen og sammen tager de så ned til havnen og har duellen.